# Кронґоля-Перша
Кронґоля-Перша (пол. Krągola Pierwsza) — село в Польщі, у гміні Старе Място Конінського повіту Великопольського воєводства.
Населення — 200 осіб (2011).
У 1975-1998 роках село належало до Конінського воєводства.

## Демографія
Демографічна структура станом на 31 березня 2011 року:
|          | Загалом | Допрацездатний вік | Працездатний вік | Постпрацездатний вік |
| -------- | ------- | ------------------ | ---------------- | -------------------- |
| Чоловіки | 95      | 21                 | 68               | 6                    |
| Жінки    | 105     | 21                 | 68               | 16                   |
| Разом    | 200     | 42                 | 136              | 22                   |